# Stones Grow Her Name
Stones Grow Her Name — седьмой студийный альбом финской пауэр-метал-группы Sonata Arctica. Его релиз состоялся на немецком лейбле Nuclear Blast 18 мая 2012 года в Европе и 22 мая в Северной Америке. Запись альбома проходила в нескольких финских студиях. Всего диск содержит одиннадцать композиций, написанных Тони Какко во время турне Sonata Arctica в поддержку релиза The Days of Grays — предыдущего студийного альбома группы.
Stones Grow Her Name лидировал в финском хит-параде и по результатам продаж получил в Финляндии статус золотого. Всего на территории страны было продано свыше двенадцати тысяч копий альбома.
Песня «I Have A Right» была выпущена в апреле 2012 года в качестве первого сингла с альбома. Вторым синглом стала «Shitload of Money», третьим — «Alone In Heaven».

## История
Материал для Stones Grow Her Name был написан во время турне Sonata Arctica в поддержку альбома The Days of Grays. По словам Какко, лидера группы, процесс занял два года. Запись альбома проходила в нескольких студиях в Финляндии. Сведением занимался Микко Кармила в Sonic Pump Studios, мастеринг осуществлял Сванте Форсбек в студии Chartmakers. Издающим лейблом стал Nuclear Blast.
Некоторые подробности предстоящего релиза группа опубликовала 20 февраля 2012 года на своём официальном сайте. Сообщение содержало трек-лист, обложку альбома и комментарии Тонни Какко относительно процесса написания песен. Помимо прочего говорилось, что издание выйдет в нескольких форматах: на традиционном компакт-диске, на виниловой пластинке, ограниченным тиражом в диджипаке и будет доступно для загрузки из сети.
На композиции «I Have A Right» и «Shitload of Money» были сняты клипы, выпущенные 23 апреля и 27 августа 2012 года соответственно. 10 сентября 2013 года вышел клип на песню «Alone In Heaven».
Тони Какко в интервью 2019 года назвал альбом Stones Grow Her Name «точкой взросления» группы и своей наиболее серьёзной работой. В этот период он стал отцом, и тексты песен приобрели для него больше значимости, чем просто «то, что я могу спеть».

## Реакция на альбом

### Критика
Гунар Сауэрман (нем. Gunnar Sauermann), журналист немецкой версии Metal Hammer, послушав в рамках проходившего в Хельсинки фестиваля Finnish Metal Expo предварительный вариант Stones Grow Her Name, дал следующий комментарий:

Sonata Arctica никогда не была более захватывающей и разносторонней, чем на Stones Grow Her Name.
Оригинальный текст (англ.)Sonata Arctica was never more exciting and more versatile as on Stones Grow Her Name.
— Гунар Сауэрман, Metal Hammer

### Сертификация
25 сентября 2012 года Stones Grow Her Name получил статус золотого в Финляндии. На тот момент в стране было продано свыше 10 000 копий альбома.

### Позиции в чартах
| Страна             | Высшая позиция | И.     |
| ------------------ | -------------- | ------ |
| Австрия            | 29             | [ 17 ] |
| Бельгия (Валлония) | 64             | [ 17 ] |
| Бельгия (Фландрия) | 131            | [ 17 ] |
| Венгрия            | 13             | [ 18 ] |
| Германия           | 24             | [ 17 ] |
| Испания            | 87             | [ 17 ] |
| Италия             | 72             | [ 19 ] |
| Канада             | 79             | [ 20 ] |
| Нидерланды         | 72             | [ 17 ] |
| Норвегия           | 35             | [ 17 ] |
| Финляндия          | 1              | [ 17 ] |
| Франция            | 74             | [ 19 ] |
| Швейцария          | 21             | [ 17 ] |
| Швеция             | 37             | [ 17 ] |

## Список композиций
Слова и музыка всех песен — Тони Какко.
| №                   | Название                                            | Длительность |
| ------------------- | --------------------------------------------------- | ------------ |
| 1.                  | «Only The Broken Hearts (Make You Beautiful)»       | 3:24         |
| 2.                  | «Shitload of Money»                                 | 4:52         |
| 3.                  | «Losing My Insanity»                                | 4:03         |
| 4.                  | «Somewhere Close To You»                            | 4:14         |
| 5.                  | «I Have A Right»                                    | 4:48         |
| 6.                  | «Alone In Heaven»                                   | 4:32         |
| 7.                  | «The Day»                                           | 4:15         |
| 8.                  | «Cinderblox»                                        | 4:04         |
| 9.                  | «Don't Be Mean»                                     | 3:18         |
| 10.                 | «Wildfire, Part:II — One With The Mountain»         | 7:54         |
| 11.                 | «Wildfire, Part:III — Wildfire Town, Population: 0» | 7:57         |
| Общая длительность: | Общая длительность:                                 | 53:14        |

| №   | Название                                                        | Длительность |
| --- | --------------------------------------------------------------- | ------------ |
| 12. | «Tonight I Dance Alone» (европейский и американский бонус-трек) | 3:27         |
| 13. | «One-Two-Free-Fall» (японский бонус-трек)                       | 3:50         |

| №                   | Название                      | Длительность |
| ------------------- | ----------------------------- | ------------ |
| 1.                  | «I Have A Right» (radio edit) | 3:54         |
| 2.                  | «I Have A Right»              | 4:48         |
| Общая длительность: | Общая длительность:           | 8:42         |

## Участники записи
Sonata Arctica
- Тони Какко (фин. Tony Kakko) — вокал, клавишные
- Томми Портимо (фин. Tommy Portimo) — ударные
- Марко Паасикоски (фин. Marko Paasikoski) — бас
- Хенрик Клингенберг (фин. Henrik Klingenberg) — клавишные
- Элиас Вилъянен (фин. Elias Viljanen) — гитара

Технический персонал и оформление
- Микко Кармила (фин. Mikko Karmila) — сведение
- Сванте Форсбек (фин. Svante Forsbäck) — мастеринг
- Маркус Хукари (фин. Marcus «Massi» Hukari) — помощник, корректор
- Янне и Йина Питкянен (фин. Janne & Gina Pitkänen) — оформление
- Терхи Юлимяйнен (фин. Terhi Ylimäinen) — фотографии

Приглашённые музыканты
- Пекка Куусисто (фин. Pekka Kuusisto) — скрипка
- Петер Енгберг (англ. Peter Engberg) — кантри-гитара[англ.]
- Лаури Валконен (фин. Lauri Valkonen) — контрабас
- Мика Мюлляри (фин. Mika Mylläri) — труба
- Микко П. Мустонен (фин. Mikko P. Mustonen) — оркестровка
- Анна Лавендер (фин. Anna Lavender) — декламация
- Тимо Котипелто (фин. Timo Kotipelto) — бэк-вокал
- Mediocre Media Ogre Choir — хор
:  
: